# Pseudagaone
Pseudagaone is een kevergeslacht uit de familie van de boktorren (Cerambycidae). De wetenschappelijke naam van het geslacht werd voor het eerst geldig gepubliceerd in 1960 door Tippmann.

## Soorten
Pseudagaone omvat de volgende soorten:
- Pseudagaone cerdai (Tavakilian & Peñaherrera, 2007)
- Pseudagaone spinipenne (Fuchs, 1961)
- Pseudagaone suturafissa Tippmann, 1960
- Pseudagaone williamsi Santos-Silva, Bezark & Martins, 2012